# Namba Hiroaki
Hiroaki Namba (難波 宏明 Namba Hiroaki, sinh ngày 9 tháng 12 năm 1982 ở Okayama) là một cầu thủ bóng đá người Nhật Bản hiện tại thi đấu cho FC Gifu.

## Thống kê sự nghiệp câu lạc bộ
Cập nhật đến ngày 23 tháng 2 năm 2018.
| Thành tích câu lạc bộ | Thành tích câu lạc bộ | Thành tích câu lạc bộ | Giải vô địch | Giải vô địch | Cúp                   | Cúp                   | Cúp Liên đoàn | Cúp Liên đoàn | Tổng cộng | Tổng cộng |
| Mùa giải              | Câu lạc bộ            | Giải vô địch          | Số trận      | Bàn thắng    | Số trận               | Bàn thắng             | Số trận       | Bàn thắng     | Số trận   | Bàn thắng |
| Nhật Bản              | Nhật Bản              | Nhật Bản              | Giải vô địch | Giải vô địch | Cúp Hoàng đế Nhật Bản | Cúp Hoàng đế Nhật Bản | J. League Cup | J. League Cup | Tổng cộng | Tổng cộng |
| --------------------- | --------------------- | --------------------- | ------------ | ------------ | --------------------- | --------------------- | ------------- | ------------- | --------- | --------- |
| 2001                  | Vissel Kobe           | J1 League             | 0            | 0            | 0                     | 0                     | 0             | 0             | 0         | 0         |
| 2002                  | Tochigi SC            | JFL                   | 14           | 2            | 0                     | 0                     | -             | -             | 14        | 2         |
| 2005                  | Ryutsu Keizai U.FC    | JFL                   | 2            | 0            | -                     | -                     | -             | -             | 2         | 0         |
| 2006                  | Ryutsu Keizai U.FC    | JFL                   | 7            | 0            | 1                     | 0                     | -             | -             | 8         | 0         |
| 2006                  | Yokohama FC           | J2 League             | 1            | 1            | 0                     | 0                     | -             | -             | 1         | 1         |
| 2007                  | Yokohama FC           | J1 League             | 18           | 3            | 1                     | 0                     | 4             | 0             | 23        | 3         |
| 2008                  | Yokohama FC           | J2 League             | 25           | 7            | 1                     | 0                     | -             | -             | 26        | 7         |
| 2009                  | Yokohama FC           | J2 League             | 42           | 8            | 2                     | 2                     | -             | -             | 44        | 10        |
| 2010                  | Yokohama FC           | J2 League             | 30           | 5            | 2                     | 1                     | -             | -             | 32        | 6         |
| 2011                  | Yokohama FC           | J2 League             | 29           | 6            | 1                     | 0                     | -             | -             | 30        | 6         |
| 2012                  | Yokohama FC           | J2 League             | 9            | 0            | 2                     | 0                     | -             | -             | 11        | 0         |
| 2013                  | Mito HollyHock        | J2 League             | 26           | 1            | 1                     | 0                     | -             | -             | 27        | 1         |
| 2014                  | FC Gifu               | J2 League             | 34           | 12           | 1                     | 0                     | -             | -             | 35        | 12        |
| 2015                  | FC Gifu               | J2 League             | 38           | 12           | 1                     | 0                     | -             | -             | 39        | 12        |
| 2016                  | FC Gifu               | J2 League             | 20           | 3            | 0                     | 0                     | -             | -             | 20        | 3         |
| 2017                  | FC Gifu               | J2 League             | 37           | 9            | 2                     | 0                     | -             | -             | 39        | 9         |
| Tổng                  | Tổng                  | Tổng                  | 332          | 69           | 15                    | 3                     | 4             | 0             | 371       | 75        |